# Stefanie von Wietersheim

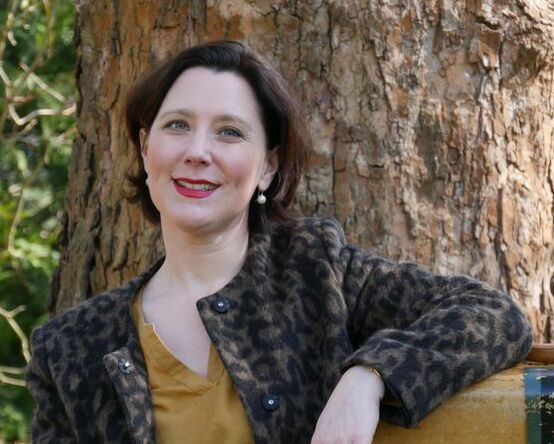
Stefanie von Wietersheim

Stefanie von Wietersheim (* 25. Oktober 1970 in Frankfurt am Main) ist eine deutsche Journalistin und Buchautorin.

## Leben
Wietersheim wuchs in Bielefeld auf, wo sie das humanistisch geprägte Ratsgymnasium Bielefeld besuchte und dort Abitur machte. Anschließend studierte sie Sprachen, Wirtschafts- und Kulturraumstudien an der Universität Passau und der Université de Tours mit Abschluss als Diplom-Kulturwirtin, für den sie in ihrer Diplomarbeit im Fach Neuere und Neueste Geschichte den Einfluss des Koreakrieges auf die deutsche Wiederbewaffnung untersuchte. Ab 1993 absolvierte sie parallel zum Studium als Stipendiatin der Dr.-Hans-Kapfinger-Stiftung ein studienbegleitendes Volontariat bei der Passauer Neuen Presse, mit externen Stationen bei der Süddeutschen Zeitung, der Abendzeitung und der Karmann Medienproduktion und Verlag in München. Seit dem Abschluss von Volontariat und Studium arbeitet Wietersheim als freie Autorin für Tages- und Wochenzeitungen, Hochglanzmagazine und Filmproduktion, sieben Jahre lang von Paris und Toulouse aus. Sie ist Autorin der Frankfurter Allgemeinen Sonntagszeitung, des Reiseblatts in der Frankfurter Allgemeine Zeitung und des FAZ Magazins.
Zudem ist Stefanie von Wietersheim seit einigen Jahren Autorin im Deutschen Adelsblatt. Mit Dirk Kaesler gemeinsam veröffentlicht sie seit Januar 2023 eine monatliche Kolumne „Rätsel des Lebens“ für die online-Zeitschrift literaturkritik.de.

## Veröffentlichungen
- Irans Töchter über Mut, Heimat und die Schönheit des Lebens. Hrsg. Leyla Piedayesh Fotografie Neda Rajabi. Verlag Callwey GmbH, München 2024, ISBN 978-3-7667-2703-9
- Mit Dirk Kaesler: Schön deutsch. Eine Entdeckungsreise. 2. überarbeitete Auflage. Verlag LiteraturWissenschaft.de, Marburg 2021, ISBN 978-3-936134-79-7.
- Grand Paris. Savoir vivre für Insider und solche, die es werden wollen. Lifestyle BusseSeewald, Stuttgart 2017, ISBN 978-3-7724-7450-7 (Illustriert von Maria Kleinschmidt).
- Mütter & Töchter. Wie wir wohnen und was uns verbindet. Callwey, München 2015, ISBN 978-3-7667-2126-6 (mit Fotos von Claudia von Boch)
- Vom Glück mit Büchern zu leben.  Callwey, München 2012, ISBN 978-3-7667-1934-8 (mit Fotos von Claudia von Boch).
- Frauen & ihre Refugien. Callwey, München 2010, ISBN 978-3-7667-1828-0 (mit Fotos von Claudia von Boch).
- Business-Know-how Frankreich. So wird Ihre Geschäftsreise zum Erfolg. Redline Wirtschaft, Heidelberg 2007, ISBN 978-3-636-01529-7 (mit Christoph Barmeyer).